# Список премьер-министров Саара
Премьер-министр федеральной земли Саар (нем. Ministerpräsident von Saarland) — глава правительства федеральной земли Саар.
С 25 апреля 2022 года пост премьер-министра федеральной земли Саар занимает Анке Релингер.
Ниже приведён список премьер-министров федеральной земли Саар с 1947 года.

## Назначение и снятие с должности
- Премьер-министр избирается Парламентом большинством голосов от установленного числа членов.
- Премьер-министр и министры могут уйти в отставку в любое время.
- Срок полномочий премьер-министра истекает после созыва нового ландтага. Должность министра прекращается с момента завершения полномочий премьер-министра.
- Если премьер-министр не будет избран в течение трех месяцев после созыва вновь избранного земельного парламента или после освобождения должности премьер-министра, земельный парламент распускается.
- Премьер-министр и министры пользуются доверием парламента при исполнении своих обязанностей. Они покидают свой пост, если парламент лишает их доверия.
- В случае отставки или иного прекращения полномочий члены Правительства земли продолжают исполнять свои обязанности до вступления в должность их преемников. Премьер-министр может освободить министров, а президент ландтага может освободить премьер-министра от этого обязательства[1][2].

## Список
Христианская народная партия Саара
     Христианско-демократический союз Германии
     Свободная демократическая партия Германии
     Социал-демократическая партия Германии
     беспартийный
| №  | Портрет                                 | Имя, Фамилия (Годы жизни)                         | Срок действия полномочий           | Срок действия полномочий           | Срок действия полномочий           | Политическая партия                       |
|    | Портрет                                 | Имя, Фамилия (Годы жизни)                         | Вступил в должность                | Покинул должность                  | Дней                               | Политическая партия                       |
|    | Премьер-министры протектората Саар      | Премьер-министры протектората Саар                | Премьер-министры протектората Саар | Премьер-министры протектората Саар | Премьер-министры протектората Саар | Премьер-министры протектората Саар        |
| -- | --------------------------------------- | ------------------------------------------------- | ---------------------------------- | ---------------------------------- | ---------------------------------- | ----------------------------------------- |
| 1  |                                         | Йоханнес Хоффман (1890–1967)                      | 20 декабря 1947                    | 29 октября 1955                    | 2870                               | Христианская народная партия Саара        |
| 2  |                                         | Генрих Вельш (1888–1976)                          | 29 октября 1955                    | 10 января 1956                     | 73                                 | беспартийный                              |
| 3  |                                         | Губерт Ней (1892–1984)                            | 10 января 1956                     | 4 июня 1957                        | 511                                | Христианско-демократический союз Германии |
|    | Премьер-министры федеральной земли Саар |                                                   |                                    |                                    |                                    |                                           |
| 4  |                                         | Эгон Райнерт (1908–1959)                          | 4 июня 1957                        | 23 апреля 1959                     | 688                                | Христианско-демократический союз Германии |
| 5  |                                         | Франц-Йозеф Редер (1909–1979)                     | 23 апреля 1959                     | 26 июня 1979                       | 7369                               | Христианско-демократический союз Германии |
| —  |                                         | Вернер Клумп (1928–2021) (и. о. премьер-министра) | 26 июня 1979                       | 5 июля 1979                        | 9                                  | Свободная демократическая партия Германии |
| 6  |                                         | Вернер Цейер (1929–2000)                          | 5 июля 1979                        | 9 апреля 1985                      | 2105                               | Христианско-демократический союз Германии |
| 7  |                                         | Оскар Лафонтен (род. 1943)                        | 9 апреля 1985                      | 10 ноября 1998                     | 4963                               | Социал-демократическая партия Германии    |
| 8  |                                         | Райнхард Климмт (род. 1942)                       | 10 ноября 1998                     | 29 сентября 1999                   | 323                                | Социал-демократическая партия Германии    |
| 9  |                                         | Петер Мюллер (род. 1955)                          | 29 сентября 1999                   | 10 августа 2011                    | 4333                               | Христианско-демократический союз Германии |
| 10 |                                         | Аннегрет Крамп-Карренбауэр (род. 1962)            | 10 августа 2011                    | 28 февраля 2018                    | 2394                               | Христианско-демократический союз Германии |
| 11 |                                         | Тобиас Ханс (род. 1978)                           | 1 марта 2018                       | 25 апреля 2022                     | 1516                               | Христианско-демократический союз Германии |
| 12 |                                         | Анке Релингер (род. 1976)                         | 25 апреля 2022                     | н. в.                              | 1180                               | Социал-демократическая партия Германии    |

## Статистика
- Самый продолжительный срок находился во главе правительства — 20 лет, 2 месяца и 3 дня — Франц-Йозеф Редер[нем.] (премьер-министр федеральной земли Саар)
- Самый короткий срок полномочий — 9 дней — Вернер Клумп[нем.] (и. о. премьер-министра)
- Самым молодым и самым возрастным лицами к моменту вступления в должность были Тобиас Ханс в возрасте 40 лет и Генрих Вельш[нем.] в возрасте 67 лет.

## Cм. также
- Саар
- Ландтаг Саара